# Liturgus
Liturgus är ett släkte av skalbaggar. Liturgus ingår i familjen vivlar.
Kladogram enligt Catalogue of Life:
| Liturgus | \| \| Liturgus irrasus \| \| \| \| |
|          | \| \| Liturgus irrasus \| \| \| \| |
|          | Liturgus irrasus                   |
|          |                                    |